# رقابت تسلیحاتی نیروی دریایی انگلستان و آلمان

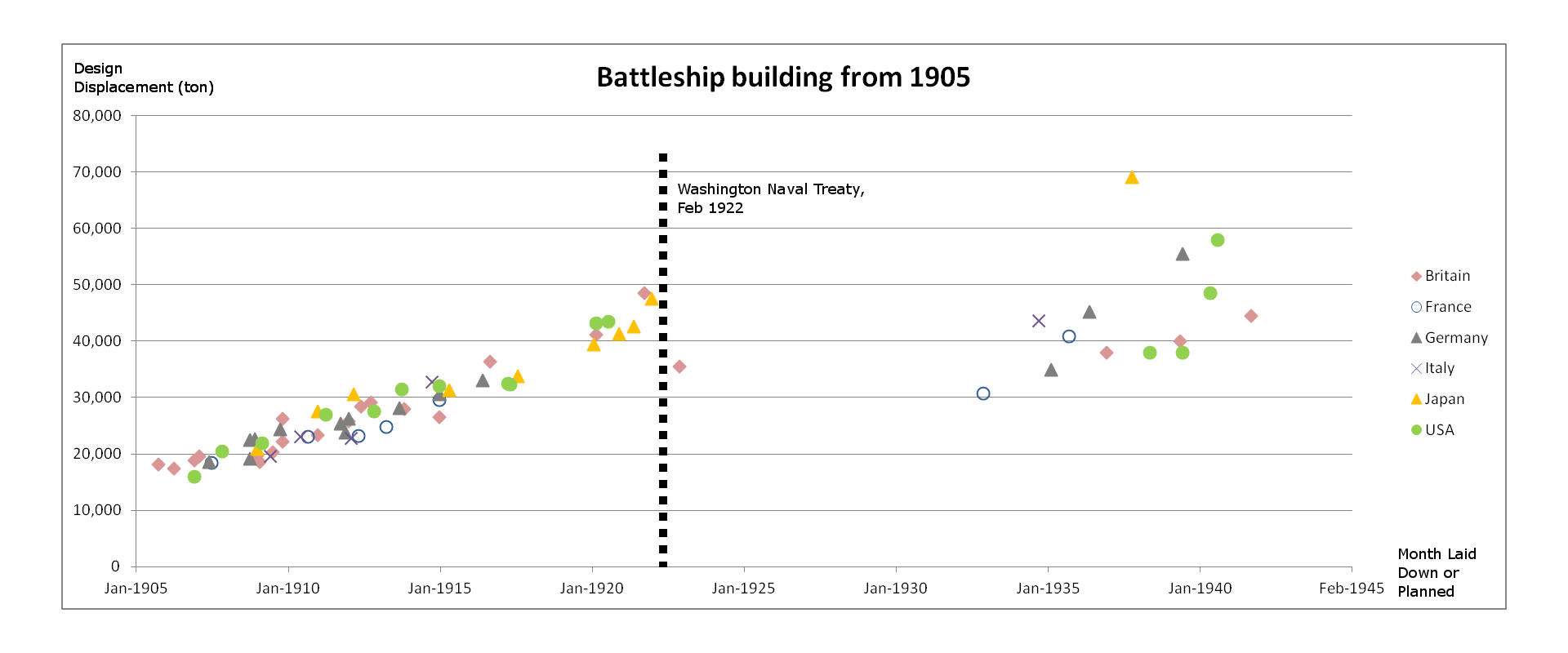
اندازه و قدرت نبردناوها در قبل، حین، و پس از جنگ جهانی اول به سرعت افزایش یافت. این پدیده در واقع پیامد رقابت قدرت‌های دریایی از قبیل انگلستان و آلمان در ساخت کشتی بود؛ که در نهایت با معاهدهٔ نیروی دریایی واشنگتن و پیمان ورسای به پایان رسید.

رقابت تسلیحاتی نیروی دریایی انگلستان- آلمان در ابتدای قرن بیستم، یکی از عوامل متعددی بود که به جنگ جهانی اول منجر شد.
همچنین تلاش‌های سایر کشورهای در زمینهٔ نیروی دریایی از قبیل ایالات متحده و ژاپن، و نیز در آمریکای جنوبی به پیدایش ابرقدرت‌های نوظهور انجامید.

## پیشینه
انگلستان بزرگ‌ترین نیروی دریایی جهان را در اختیار داشت، و با تمایل شدید ویلهلم دوم به توسعهٔ نیروی دریایی آلمان، دریاسالار عالی رتبه، آلفرد فن تیرپیتس، مقام عالی ادارهٔ نیروی دریایی امپراتوری آلمان، از چهار قانون ناوگان در فواصل زمانی سال‌های ۱۸۹۸ و ۱۹۱۲ به منظور توسعهٔ عظیم ناوگان دریاهای فرامرزی پشتیبانی نمود. هدف آلمان ایجاد ناوگانی معادل با دوسوم وسعت نیروی دریایی انگلستان بود.
در واکنش به این اقدام، نیروی دریایی پادشاهی بریتانیا به مقابله به مثل با آلمان‌ها پرداخت. این رقابت به ایجاد انقلابی در ساخت کشتی با پیدایش و به آب انداخته شدن اچ‌ام‌اس دریدنوت در ۱۹۰۶ انجامید.